# Николай Кънев
Николай Кънчев Кънев е български писател.

## Биография
Николай Кънев е роден на 21 август 1964 година. Живее в Русе. До 1992 г. публикува в местния печат и алманах „Светлоструй“.